# Bunomys
Bunomys är ett släkte av däggdjur. Bunomys ingår i familjen råttdjur.

## Beskrivning
Dessa råttdjur förekommer på Sulawesi och på mindre öar i samma region. Habitatet utgörs av tropiska skogar och buskskogar i låglandet och i bergstrakter.
Individerna når en kroppslängd (huvud och bål) av 10 till 20 cm, en svanslängd av 10 till 18 cm och en vikt mellan 60 och 150 gram. Pälsen är mjuk och ibland ullig. På ovansidan har den en brun till blågrå färg och buken är ljusare i samma färg till vitaktig. Släktet skiljer sig från råttor (Rattus) i detaljer av skallens konstruktion.
Arterna äter smådjur som daggmaskar och snäckor samt nedfallna frukter. Vissa arter som Bunomys chrysocomus äter även små ryggradsdjur, till exempel grodor.

## Taxonomi
Arter enligt Catalogue of Life:
- Bunomys andrewsi
- Bunomys chrysocomus
- Bunomys coelestis
- Bunomys fratrorum
- Bunomys heinrichi
- Bunomys penitus
- Bunomys prolatus

Enligt Wilson & Reeder (2005) och IUCN är Bunomys heinrichi ingen självständig art utan bara en population av Bunomys andrewsi. Året 2014 tillkom med Bunomys torajae ytterligare en art.